# Marshall W. Lamohr
Marshall W. Lamohr (* 1959 in Genadendal) ist ein deutscher Posaunist und Landesposaunenwart der Evangelischen Kirche von Kurhessen-Waldeck für die Region Süd.

## Leben
Lamohr lernte das Blechblasspielen beim Posaunenchor in Genadendal, Südafrika. An der Universität Kapstadt studierte er Schulmusik mit den Fächern Posaune, Klavier und Blockflöte und arbeitete anschließend als Grundschullehrer in Kapstadt. Ab 1983 studierte Lamohr Kirchenmusik an der Hochschule Herford und ab 1986 Instrumentalpädagogik mit Hauptfach Bassposaune am Konservatorium Osnabrück und der Musikhochschule Hannover. An der Kreismusikschule Osnabrück und später als Lehrbeauftragter an der Universität Osnabrück war er ab 1990 tätig. Seit 1993 ist er Landesposaunenwart der Evangelischen Kirche von Kurhessen-Waldeck.